# Sergei Alexandrowitsch Swetlow
Sergei Alexandrowitsch Swetlow (russisch Сергей Александрович Светлов; * 17. Januar 1961 in Pensa, Russische SFSR) ist ein ehemaliger russischer Eishockeyspieler und derzeitiger -trainer.

## Karriere
Swetlow spielte während seiner Karriere beim HK Dynamo Moskau. Im NHL Entry Draft 1988 war er in der neunten Runde an 180. Stelle durch die New Jersey Devils ausgewählt worden. Aufgrund der politischen Situation in der damaligen Sowjetunion spielte er nie in der National Hockey League. Später, zur Saison 1990/91, wechselte er dann in die deutsche 2. Eishockey-Bundesliga zum EC Ratingen. Insgesamt erzielte er 137 Tore in 372 Spielen in der sowjetischen Liga. So wurde er in das Team der sowjetischen Eishockeynationalmannschaft berufen. Am 3. September 1980 stand er in einem Spiel gegen Finnland zum ersten Mal für die Sbornaja auf dem Eis. Seine internationale Karriere wurde mit der Goldmedaille bei den Olympischen Winterspielen 1988 gekrönt. Für die Nationalmannschaft erzielte er 57 Tore in 154 Länderspielen. Am 20. Mai 1988 bestritt er sein letztes Länderspiel. 1988 wurde er in die „Russische Hockey Hall of Fame“ aufgenommen. 1996/97 war er Trainer des EV Landshut und von 1999 bis 2004 beim ESV Kaufbeuren.
Vor der Saison 2008/09 übernahm Swetlow den Cheftrainerposten der Eispiraten Crimmitschau aus der 2. Eishockey-Bundesliga. Kurz vor dem Saisonstart Anfang September meldete er sich jedoch aufgrund eines Bandscheibenvorfalls arbeitsunfähig und trat daraufhin von seinem Amt zurück. Wenige Tage später wurde bekannt, dass die Verletzung nur vorgetäuscht gewesen war und er ein Angebot als Co-Trainer beim HK Lada Toljatti aus der Kontinentalen Hockey-Liga wahrgenommen hatte. Im Februar 2010 wurde er zum Cheftrainer in Toljatti befördert. Im September 2010 übernahm er den Cheftrainerposten beim KHL-Teilnehmer Amur Chabarowsk und trainierte den Klub bis April 2011.
Im November 2012 wurde er als neuer Cheftrainer von Atlant Mytischtschi vorgestellt, nachdem sich zuvor weder unter Janne Karlsson, noch unter Alexander Smirnow der Erfolg eingestellt hatte. Nach einer Niederlagenserie zu Beginn der Saison 2013/14 wurde Swetlow zusammen mit Alexander Nesterow entlassen und Co-Trainer Alexei Kudaschow wurde zum Cheftrainer befördert.
Ab Dezember 2013 betreute er Admiral Wladiwostok aus der KHL als Cheftrainer, ehe er zur folgenden Saison in gleicher Position vom HK Lada Toljatti verpflichtet wurde. Nach einem enttäuschenden Start in die Saison 2015/16 wurde er im September 2015 entlassen und durch den bisherigen Co-Trainer Artis Ābols ersetzt.
Zwischen 2018 und 2021 war Swetlow erneut Cheftrainer bei Admiral Wladiwostok, anschließend war ohne Anstellung. Seit Oktober 2022 ist er Cheftrainer beim HK Sotschi.